# Куп пет нација 1972.
Куп пет нација 1972. (службени назив: 1972 Five Nations Championship) је било 78. издање овог најелитнијег репрезентативног рагби такмичења Старог континента. а 43. издање Купа пет нација.
Није било победника, пошто су Шкотланђани и Велшани због политичких тензија одбили да оду у Даблин, где је требало да играју против Ирске. Ово је било први пут после Другог светског рата, да Куп пет нација није завршен.

## Учесници
Напомена:
Северна Ирска и Република Ирска наступају заједно.
|   | Селекција                      | Стадион                             | Селектор         |
| - | ------------------------------ | ----------------------------------- | ---------------- |
| 1 | Рагби репрезентација Француске | Парк принчева, Париз (48 718)       | Фернард Казенаве |
| 2 | Рагби репрезентација Енглеске  | Стадион Твикенам, Лондон (82 000)   | Џон Елдерс       |
| 3 | Рагби репрезентација Шкотске   | Стадион Марифилд, Единбург (67 144) | Бил Дикинсон     |
| 4 | Рагби репрезентација Велса     | Кардиф армс парк, Кардиф (65 000)   | Клајв Ровландс   |
| 5 | Рагби репрезентација Ирске     | Ленсдаун роуд, Даблин (48 000)      | Сид Милар        |

## Такмичење
Енглеска - Велс 3-12
Шкотска - Француска 20-9
Француска - Ирска 9-14
Велс - Шкотска 35-12
Енглеска - Ирска 12-16
Француска - Енглеска 37-12
Шкотска - Енглеска 23-9
Велс - Француска 20-6

## Табела
|   | Селекција                      | ИГ | Д | Н | И | ПД | ПП | ПР  | Б |  |
| - | ------------------------------ | -- | - | - | - | -- | -- | --- | - |  |
| 1 | Рагби репрезентација Велса     | 3  | 3 | 0 | 0 | 67 | 21 | +46 | 6 |  |
| 2 | Рагби репрезентација Ирске     | 2  | 2 | 0 | 0 | 30 | 21 | +9  | 4 |  |
| 3 | Рагби репрезентација Шкотске   | 3  | 2 | 0 | 1 | 55 | 53 | +2  | 4 |  |
| 4 | Рагби репрезентација Француске | 4  | 1 | 0 | 3 | 61 | 66 | -5  | 2 |  |
| 5 | Рагби репрезентација Енглеске  | 4  | 0 | 0 | 4 | 36 | 88 | -52 | 0 |  |